# حلقه جاسوسان کمبریج

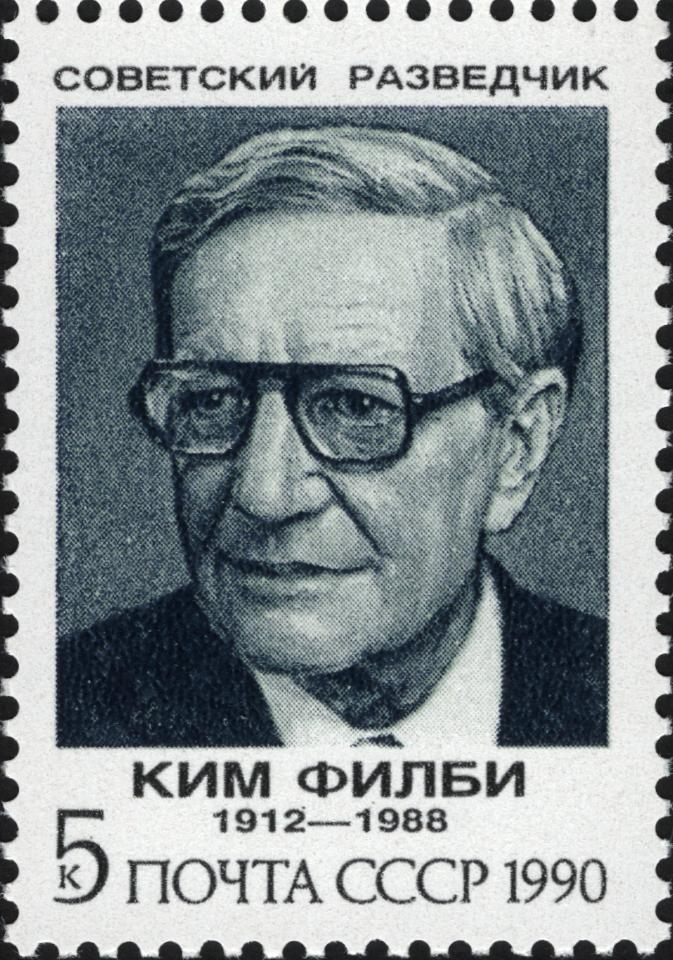
پرتره‌ای از کیم فیلبی بر روی یک تمبر شوروی در سال ۱۹۹۰

حلقه جاسوسان کمبریج (انگلیسی: Cambridge Five) حلقه‌ای از جاسوسان در بریتانیا بود که از دهه ۱۹۳۰ تا حداقل اوایل دهه ۱۹۵۰ فعال بود و در طول جنگ جهانی دوم اطلاعاتی را به اتحاد جماهیر شوروی منتقل می‌کرد. آنها بعد از آن که در زمان دانشجویی به استخدام شوروی درآمدند، توانستند در وزارت خارجه بریتانیا، ام‌آی۵ و سرویس اطلاعات مخفی به رده‌های بالا نفوذ کنند.
اعضای این گروه پنج نفره شامل دونالد مک لین،کیم فیلبی، آنتونی بلانت و جان کیرن‌کراسبودند که زیر نظر یوری مودینمأمور کاگ‌ب هزاران صفحه اطلاعات محرمانه را به شوروی دادند.